# Regenbooglipvis
De regenbooglipvis of girelle (Coris julis) is een straalvinnige vis uit de familie van de lipvissen (Labridae) en behoort derhalve tot de orde van baarsachtigen (Perciformes). De vis kan een lengte bereiken van 30 cm.

## Kenmerken en gedrag
De mannetjes zijn fraai gekleurd met een oranje zigzag band op de flank, terwijl de vrouwtjes en jonge dieren bruin gekleurd zijn. Deze lipvis is een hermafrodiet. Alle jonge vissen ondergaan eerst een vrouwelijke fase waarin zij simpel bruin gekleurd zijn. Daarop volgt een korte overgangsfase waarin zij functioneel zowel mannetje als vrouwtje zijn. Daarna nemen zij het volwassen bonte kleurpatroon aan van de mannetjes. Toch kunnen sommige vissen die uiterlijk een mannetje zijn nog als wijfje fungeren. Bij gevaar verschuilen de vissen zich in het zand. Zij zwemmen voornamelijk met de borstvinnen. De regenbooglipvis gedraagt zich soms ook als poetsvis.

## Leefomgeving
De regenbooglipvis is een zoutwatervis. De vis prefereert een gematigd klimaat en leeft hoofdzakelijk in de Atlantische Oceaan en in de Middellandse Zee. Vooral in de zomer verschijnt de vis vaak boven zeegrasvelden en rotskusten van de Middellandse Zee. De soort komt voor op dieptes tussen 0 en 120 meter.

## Relatie tot de mens
De regenbooglipvis is voor de visserij van beperkt commercieel belang. In de hengelsport wordt er weinig op de vis gejaagd. De soort wordt gevangen voor commerciële aquaria.